# Bisbat de Saint-Étienne
El bisbat de Saint-Étienne (francès: Diocèse de Saint-Étienne, llatí: Dioecesis Sancti Stephani) és una seu de l'Església Catòlica a França, sufragània de l'arquebisbat de Lió. Al 2014 tenia 464.000 batejats sobre una població de 591.628 habitants. Actualment està regida pel bisbe Sylvain Bataille.

## Territori
La diòcesi comprèn el departament francès de Loira, llevat del districte de Roanne, que pertany a l'arquebisbat de Lió.
La seu episcopal és la ciutat de Saint-Étienne, on es troba la catedral de Sant Carles Borromeu.
El territori s'estén sobre 3.000 km², i està dividit en 31 parròquies.

## Història
La idea de crear una diòcesi a Saint-Etienne, separada de l'arxidiòcesi de Lió, ja sorgí al segle xix quan, per la major importància de la ciutat, el 25 de juliol de 1855 va esdevenir la capital del departament de Loire, en lloc de la ciutat de Montbrison. El 27 d'octubre de 1856, el consell municipal de Saint-Étienne va demanar a les autoritats civils que la seva ciutat fos la seu d'una diòcesi; la sol·licitud es repetí l'any 1869 a la prefectura.
Al setembre de 1873 l'arquebisbe de Lió Jacques-Marie-Achille Ginoulhiac va convocar un sínode diocesà, on estava prevista una discussió sobre la possible creació d'una nova diòcesi. Però en l'últim moment, aquest tema de l'ordre del dia es va retirar. No obstant això, a petició del propi Ginoulhiac, el 1875 la Santa Seu va nomenar bisbe auxiliar Odon Thibaudier amb residència a Saint-Étienne. Però ja l'any següent, Thibaudier va ser nomenat a la seu de Soissons. A partir d'aquest moment, Saint-Étienne només tenia un pro-vicari representant de l'arquebisbe de Lió.
El 1917 la Santa Seu va nomenar, després de més de quaranta anys, un bisbe auxiliar en la persona de Jean-Hyacinthe Chassagnon, amb l'obligació de residència a Saint-Etienne Étienne (cum onere residentiae in oppido St. Etienne). Va ser succeït per altres bisbes auxiliars residents: Etienne Irenée Faugier (1922-1928), Jean Delay (1928-1937), Etienne Bornet (1937-1958).
Mentrestant, continuaren les peticions de creació d'una diòcesi. El 1958, l'arquebisbe de Lió, cardenal Pierre-Marie Gerlier, va crear una comissió especial per a l'estudi de la qüestió. Després de la mort de Pius XII, que s'oposava a la creació d'una nova diòcesi, a Lió van ser designats en el mateix dia (17 de desembre de 1959), un bisbe coadjutor amb dret a successió, Jean-Marie Villot, i un bisbe auxiliar, Marius-Félix-Antoine Maziers. A aquest darrer se li assignaren els següents càrrecs a la ciutat i el departament de Saint-Étienne: nomenament de rectors i vicaris parroquials; nomenament de tots els altres càrrecs eclesiàstics; autorització per a la construcció de noves esglésies; direcció de l'Acció catòlica. En el seu treball Maziers va ser assistit pel seu propi consell episcopal, diferent del de Lió. Traslladat a Bordeus, va ser substituït el 1968 per Paul-Marie François Rousset.
El 22 d'octubre de 1968, el nunci apostòlic Paolo Bertoli va instal·lar una comissió especial interdisocesana a Lió per a l'estudi de diversos temes, incloent l'erecció de la diòcesi de Saint-Étienne. Després del treball de la comissió, el consell presbiteral de Lió, a l'abril de 1970, va donar el seu dictamen favorable a l'erecció de la diòcesi; el següent mes de juny, els bisbes implicats en els canvis, van demanar expressament a Roma el naixement de la nova seu episcopal.
Així que, finalment, després d'un llarg viatge va durar més d'un segle, el 26 de desembre de 1970, dia de la festa de sant Esteve protomàrtir, la butlla Signa temporum del Papa Pau VI va erigir la diòcesi de Sant-Etienne, amb el territori procedint de la de l'arxidiòcesi de Lió. El 23 de febrer següent va ser nomenat el primer bisbe, Paul-Marie François Rousset, últim bisbe auxiliar de Sant-Etienne.
En 1988 i en 1999 el Papa Joan Pau II va canonitzar dos sacerdots originaris de la diòcesi: el missioner Jean-Louis Bonnard, que va morir a Vietnam i és celebrat juntament amb els màrtirs vietnamites, i Marcel·lí Champagnat, fundador dels Germans Maristes de les Escoles.

## Cronologia episcopal
- Paul-Marie François Rousset, Ist. del Prado † (23 de febrer de 1971 - 28 de setembre de 1987 renuncià)
- Pierre Jacques Joatton, Ist. del Prado † (20 d'abril de 1988 - 28 de juny de 2006 jubilat)
- Dominique Lebrun (28 de juny de 2006 - 10 de juliol de 2015 nomenat arquebisbe de Rouen)
- Sylvain Bataille, des del 18 de maig de 2016

## Estadístiques
A finals del 2014, la diòcesi tenia 464.000 batejats sobre una població de 591.628 persones, equivalent al 78,4% del total.
| any  | població | població | població | sacerdots | sacerdots       | sacerdots       | sacerdots             | diaques | religiosos | religiosos | parròquies |
| ---- | -------- | -------- | -------- | --------- | --------------- | --------------- | --------------------- | ------- | ---------- | ---------- | ---------- |
| any  | batejats | total    | %        | total     | clergat secular | clergat regular | batejats por sacerdot | diaques | homes      | dones      |            |
| 1980 | 500.000  | 587.333  | 85,1     | 384       | 325             | 59              | 1.302                 |         | 163        | 548        | 263        |
| 1990 | 515.000  | 598.000  | 86,1     | 309       | 261             | 48              | 1.666                 | 3       | 161        | 367        | 268        |
| 1999 | 450.000  | 578.843  | 77,7     | 249       | 207             | 42              | 1.807                 | 16      | 123        | 264        | 142        |
| 2000 | 445.000  | 588.903  | 75,6     | 244       | 206             | 38              | 1.823                 | 17      | 112        | 298        | 45         |
| 2001 | 442.000  | 575.540  | 76,8     | 236       | 201             | 35              | 1.872                 | 18      | 104        | 295        | 45         |
| 2002 | 442.000  | 575.540  | 76,8     | 223       | 194             | 29              | 1.982                 | 20      | 95         | 263        | 45         |
| 2003 | 442.000  | 575.540  | 76,8     | 216       | 180             | 36              | 2.046                 | 20      | 90         | 257        | 45         |
| 2004 | 442.000  | 575.540  | 76,8     | 187       | 153             | 34              | 2.363                 | 22      | 88         | 233        | 32         |
| 2010 | 455.000  | 591.000  | 77,0     | 184       | 163             | 21              | 2.472                 | 30      | 54         | 157        | 31         |
| 2014 | 464.000  | 591.628  | 78,4     | 162       | 137             | 25              | 2.864                 | 34      | 59         | 122        | 31         |